# Fallúdzsa
Fallúdzsa (al-Fallūǧa, al-Fallūja(h)الفلوجة ) város Irakban, Al Ánbár tartományban. Népessége a 2008. évi becslések szerint 300 992 fő volt.

## Fekvése
Az Eufrátesz bal partján, Bagdadtól 50 km-re nyugatra található.

## Története
Fallúdzsa már az ókorban is állt. A mellette levő síkságon játszódott le a kunaxai ütközet i. e. 401-ben, ahol az Achaimenida II. Artaxerxész legyőzte öccsét, az ellene támadó ifjabb Küroszt.
A hadjáratban 10 000 zsoldos is részt vett. A csatában elesett Kürosz is, csapatai szétszóródtak, és a görögök megkezdték visszavonulásukat észak felé. A Fekete-tenger partját sok viszontagság után érték el. Az athéni Xenophón volt vezetőjük, aki részletesen leírta a hadjáratot és hazatérésük történetét Anabászisz című művében: egy évig és három hónapig tartott az oda- és visszavonulásuk.
A középkorban Fallúdzsa a Rakkába vezető karavánút egyik állomása volt. Innen indult a Tigris és az Eufrátesz folyót összekötő Nahar Malka-csatorna, amely Szeleukidánál ömlött a Tigrisbe. A csatorna építésének idejét nem ismerjük. A 13. században élt Jákút arab történetíró építését Salamon királynak vagy Nagy Sándornak tulajdonította. A csatorna mellett egykor több virágzó város is feküdt, mint például Nahr-al Malik és Szerszer is.
Fallúdzsa túlnyomórészt szunniták lakta település.
A városban és környékén közel 200 mecset állt, melyeknek azonban több mint a fele elpusztult.